# Gołków
Gołków (prononciation : [ˈɡɔu̯kuf]) est un village polonais de la gmina de Piaseczno dans le powiat de Piaseczno de la voïvodie de Mazovie dans le centre-est de la Pologne.
Il se situe à environ 3 kilomètres au sud-ouest de Piaseczno (siège du powiat) et à 19 kilomètres au sud de Varsovie (capitale de la Pologne).
Le village compte approximativement une population de 972 habitants en 2013.

## Histoire
Le 9 juillet 1794 a été le site de la bataille de Golkow, dans les premiers stades de l'Insurrection de Kościuszko
De 1975 à 1998, le village appartenait administrativement à la voïvodie de Varsovie.